# Leica MD
Leica MD — малоформатный шкальный фотоаппарат немецкой компании Leica Camera, выпускавшийся с 1958 года.
Упрощённая модификация фотоаппарата Leica M2.
Видоискатель (и дальномер) отсутствует.
Фотоаппарат мог применяться совместно с зеркальной приставкой «Leica Visoflex», а также в качестве фоторегистратора (техническая съёмка с использованием оптической системы микроскопа (микросъёмка), или, например, телескопа).
После прекращения производства фотоаппарата Leica M2 выпускались аналогичные по назначению и техническим характеристикам камеры:
Leica MDa — на базе Leica M4
Leica MD-2 — на базе Leica M4-2

## Технические характеристики
- Тип применяемого фотоматериала — плёнка типа 135.
- Размер кадра 24×36 мм.
- Корпус металлический, со съёмной нижней крышкой и открывающейся панелью на задней стенке.
- Курковый взвод затвора и перемотки плёнки. Автоматический счётчик кадров с ручной установкой первого кадра.
- Обратная перемотка плёнки осесмещённой цилиндрической головкой или наклонной рулеткой.
- Крепление объектива — байонет Leica M.
  - Аппарат мог комплектоваться по желанию покупателя объективами различных моделей, возможна была продажа без объектива (body).
- Фотографический затвор — фокальный с матерчатыми шторками, с горизонтальным движением шторок.
- Выдержки затвора от 1 до 1/1000 с и «В», «невращающаяся» головка выдержек.
- Выдержка синхронизации — 1/50 с, кабельный синхроконтакт «Х» и «М».
- Обойма для крепления фотовспышки и сменных видоискателей.
- Механический автоспуск отсутствует.